# Santa Cruz (kanton)
Santa Cruz – kanton w Ekwadorze, w prowincji Galápagos. Stolicą kantonu jest Puerto Ayora.